# Centris similis
Centris similis là một loài Hymenoptera trong họ Apidae. Loài này được Fabricius mô tả khoa học năm 1804.